# Eshagh Ghaffari
Eshagh Ghaffari (* 27. Juli 1981) ist ein ehemaliger iranischer Leichtathlet, der sich auf den Stabhochsprung spezialisiert hat.

## Sportliche Laufbahn
Erste internationale Erfahrungen sammelte Eshagh Ghaffari vermutlich im Jahr 2004, als er bei den erstmals ausgetragenen Hallenasienmeisterschaften in Teheran mit übersprungenen 5,00 m die Silbermedaille hinter dem Chinesen Zhang Hongwei gewann. Im Jahr darauf gewann er bei den Westasienspielen in Doha mit derselben Höhe die Silbermedaille hinter dem Katarer Abdulla Ghanim Saeed und 2009 schied er bei der Sommer-Universiade in Belgrad mit 4,90 m in der Qualifikationsrunde aus. Anschließend belegte er bei den Hallenasienspielen in Hanoi mit 5,00 m den sechsten Platz. Im Jahr darauf gewann er bei den Hallenasienmeisterschaften in Teheran mit 4,90 m die Bronzemedaille hinter seinem Landsmann Mohsen Rabbani und Nikita Filippow aus Kasachstan. Auch bei den Westasienmeisterschaften in Aleppo sicherte er sich mit 4,80 m die Bronzemedaille. 2019 bestritt er seine letzten offiziellen Wettkämpfe und beendete daraufhin seine aktive sportliche Karriere im Alter von 38 Jahren.
2005 wurde Ghaffari iranischer Meister im Stabhochsprung im Freien sowie 2004 in der Halle.

## Persönliche Bestleistungen
- Stabhochsprung: 5,20 m, 5. Mai 2006 in Teheran
  - Stabhochsprung (Halle): 5,10 m, 20. Januar 2004 in Teheran